# Luteti(III) oxide
Luteti(III) Oxide là một hợp chất vô cơ, với thành phần chính yếu là hai nguyên tố luteti và oxy, có công thức hóa học được quy định là Lu2O3. Hợp chất này tồn tại với bề ngoài là một chất rắn màu trắng. Nó là một hợp chất đôi khi được sử dụng trong việc sản xuất kính chuyên khoa. Ngoài tên gọi chính thức, hợp chất này còn có tên gọi khác là lutetia. Nó là một Oxide lanthanit, còn được biết đến là một hợp chất thuộc nhóm đất hiếm.

## Lịch sử
Năm 1879, Jean-Charles-Galissard de Margnac (1817–1894), một nhà hóa học người Pháp, tuyên bố đã phát hiện ra ytterbi, nhưng chất mà ông tuyên bố phát hiện chỉ là một hỗn hợp các chất. Năm 1907, nhà hóa học người Pháp Georges Urbain (1872–1938) cho biết ytterbi là hỗn hợp của hai nguyên tố mới và không phải là một nguyên tố. Hai nhà hóa học khác cũng đã đi đến kết luận tương tự như Urbain. Hai nhà hóa học đó là nhà hóa học người Đức Karl Auer (1858–1929) và nhà hóa học người Hoa Kỳ Charles James (1880–1926). Hai hợp chất mà họ phát hiện ra, gồm có neoytterbi và luteti. Tuy nhiên, không ai trong số các nhà hóa học này điều chế được luteti nguyên chất tinh khiết. Hợp chất mà họ tìm ra, thường là luteti(III) Oxide.

## Ứng dụng
Luteti(III) Oxide là một nguyên liệu thô quan trọng trong việc sản xuất các tinh thể laze. Hợp chất này cũng có các ứng dụng khác nhau và quan trọng trong sản xuất gốm sứ, thủy tinh, phosphor và laze. Nó còn dược sử dụng làm chất xúc tác trong một loạt các quá trình quan trọng như cracking, ankyl hóa, hydro hóa và polyme hóa.